# بالا ليفورنو

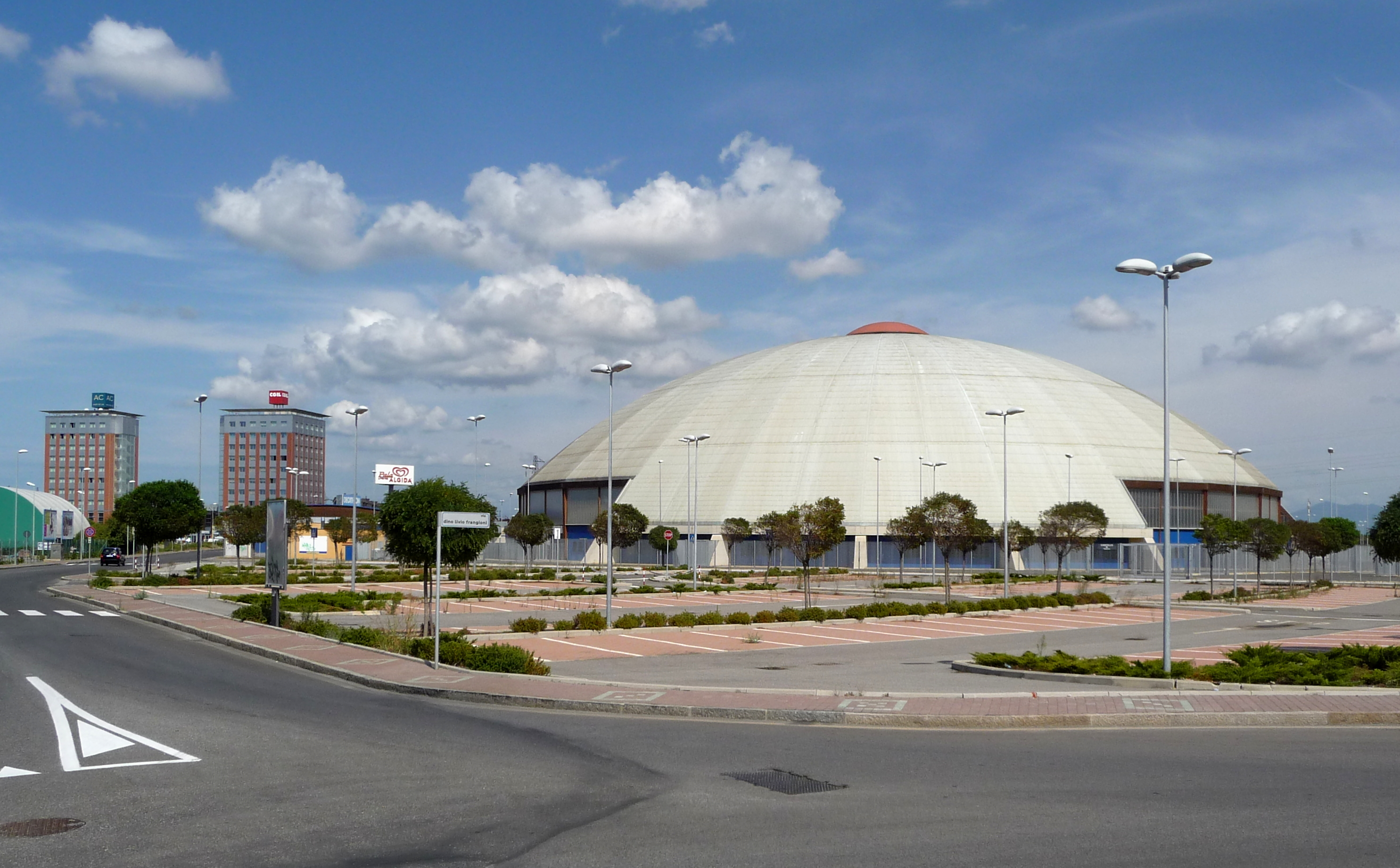
بالا ليفورنو

بالا ليفورنو (بالإيطالية: PalaLivorno)‏ هي صالة رياضية مغلقة موجودة في ليفورنو، إيطاليا. تتسع لـ 8033 شخصا وافتتحت في عام 2004. وهي حاليا مقر فريق كرة السلة دون بوسكو ليفورنو.